# إيزي إي
إيزي إي (بالإنجليزية: Eazy-E) الاسم الحقيقي هوَ إريك رايت Eric Wright، مغني راب شهير ولد عام 1964 في كاُمبتون كاليفورنيا في الولايات المتحدة الأمريكية، كان عضوا في N.W.A.

## حياته
نشأ إريك رايت مع والديه في كاليفورنيا، وترك المدرسة منذ الصف العاشر ليبدأ تجارة المخدرات مع جيري هيلير Jerry Heller، وتمكن من الانضمام لشركة «روث ليس» للتسجيلات "Ruthless Records" التي كانت تضم نخبة من أشهر مغني الراب في ذلك الوقت أمثال دكتور دري وايس كيوب ليشكلوا فرقة الراب الشهيرة N.W.A، لكنها سرعان ما انتهت بسبب الخلافات وأدى ذلك لنشوء خلاف كبير بين إيزي إي من جهة ودكتور دري و«سنوب دوج» (الذي انضم لدكتور دري) من جهة أخرى، وتمثل ذلك في عدة أغان يهاجم فيها كل منهما الآخر، فأغنية دكتور دري "F*** Wit Dre Day" من ألبومه "The Chronic" كانت موجهة لإيزي إي، لكنه رد عليه بأغنية "Real muthaphuckkin G`s" التي هاجم فيها دكتور دري وسنوب دوغ.
أصدر إيزي إي العديد من الألبومات، أولها كان "Eazy-Duz-It" عام 1988 الذي لاقى نجاحا باهرا وكانت أغلب أغانيه من إنتاج دكتور دري. أما آخر ألبوماته فكان
"Str8 Off Tha Muthaphukkin Compton" الذي أصدر بعد 8 أشهر من موته عام 1995.

## وفاته
توفي إيزي إي في السادس والعشرين من شهر مارس عام 1995 عن عمر يناهز ال31 بعد معاناة من مرض الإيدز بلوس أنجيلوس. وكان قد نقل للمشفى قبل عشرة أيام من وفاته.

## ابنه «ليل إيزي إي»
إريك رايت جونيور، أو كما يعرف بليل إيزي إي هو الابن الأكبر لإيزي إي، وكان يبلغ من العمر عشر سنين عندما توفي والده. وهو مغني راب حاليا على خطا والده. وكان على خلاف مع مغني الساحل الغربي ذا غيم تمثل في عدة أغان من الطرفين، لكن الاثنين صرحا بأن الخلاف قد انتهى. اصدر ليل إيزي إي ألبومه الأول في نهاية 2009 وهو بعنوان "The Prince Of Compton".

## ديسكوغرافيا

### ألبومات إستوديو
إيزي-دز-ات (Eazy-Duz-It) (1988)
ستريت اف ذا ستريتس اوف موثافوكينج كومبتون (Str8 off tha Streetz of Muthaphukkin Compton) (1996)

### اسطوانات مطولة
امباكت اوف أ ليجند (Impact of a Legend) (2002)
ايتس اون (د.دري) 187يو ام كيلاا (It's On (Dr. Dre) 187um Killa) (1993)
5150: هوم 4 ذا سيك (5150: Home 4 tha Sick) (1992)

### مع فرقةN.W.A.
نيجز4لايف (Niggaz4Life) (1991)
100 مايلز انذ رنينج ('100Miles and Runnin) (1990)
ستريت اوتتا كامبتون (Straight Outta Compton) (1988)
ان دبليو أي اند ذا بوسيس (N.W.A. and the Posse) (1987)

## روابط
- EAZY-E.com (Official Ruthless Records fan site)
- THA SHACK Tha Shack the first Ruthless Records related forum since 1997
- Eazy-ECPT.com For tha Latest News,Updates, and exclusive audio related to Lil Eazy and Eazy-E

## روابط خارجية
- إيزي إي على موقع IMDb (الإنجليزية)
- إيزي إي على موقع الموسوعة البريطانية (الإنجليزية)
- إيزي إي على موقع ميوزك برينز (الإنجليزية)
- إيزي إي على موقع رولينغ ستون (الإنجليزية)
- إيزي إي على موقع إن إن دي بي (الإنجليزية)
- إيزي إي على موقع أول ميوزيك (الإنجليزية)
- إيزي إي على موقع أول ميوزيك (الإنجليزية)
- إيزي إي على موقع أول ميوزيك (الإنجليزية)
- إيزي إي على موقع ديسكوغز (الإنجليزية)
- إيزي إي على موقع ديسكوغز (الإنجليزية)